# Hyperoartia
Hyperoartia hay Petromyzontida là một nhóm cá không hàm gồm các loài cá mút đá ngày nay và các họ hàng hóa thạch của chúng. Ví dụ về Hyperoartia từ các hóa thạch là Endeiolepis và Euphanerops, các loài cá với các đuôi với thùy dưới lớn hơn, sống trong thời kỳ cuối kỷ Devon. Một số nhà cổ sinh vật học hiện nay vẫn còn phân loại các dạng này trong nhóm cá không hàm có giáp.
Các loài Hyperoartia duy nhất còn sinh tồn ngày nay là các loài cá mút đá, được phân loại trong bộ Petromyzontiformes. Việc phát hiện ra hóa thạch của Priscomyzon, đã đặt sự xuất hiện cổ nhất đã biết của cá mút đá thật sự vào cuối kỷ Devon. Tuy nhiên, chứng cứ từ phát sinh loài lại cho rằng cá mút đá đã phân tỏa sớm hơn ra khỏi các động vật có dây sống khác, hơn là bắt nguồn từ các loài cá cá giáp (Ostracodermi). Nguồn gốc của Hyperoartia vì thế có thể lùi lại tới đầu Đại Cổ sinh, nếu như không phải là sớm hơn.

## Phân loại và phát sinh loài

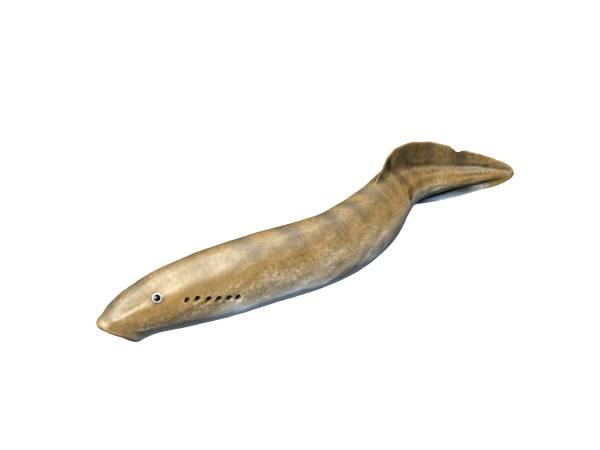
Mayomyzon pickoensis

Được xếp vào nhóm này hiện tại: Mikko's Phylogeny Archive, Nelson, Grande & Wilson 2016 và van der Laan 2018.
|                    | †Mesomyzon mengae Chang, Zhang & Miao 2006 |
|                    | |
| Petromyzontiformes | \| Geotriidae \| Geotria Gray 1851 (Cá mút đá túi) \| \| \| Geotria Gray 1851 (Cá mút đá túi) \| \| Mordaciidae \| Mordacia Gray 1853 (Cá mút đá mắt đỉnh phương Nam) \| \| \| Mordacia Gray 1853 (Cá mút đá mắt đỉnh phương Nam) \| \| \| Petromyzontidae (Cá mút đá phương Bắc) \| \| \| \| |
|                    | \| Geotriidae \| Geotria Gray 1851 (Cá mút đá túi) \| \| \| Geotria Gray 1851 (Cá mút đá túi) \| \| Mordaciidae \| Mordacia Gray 1853 (Cá mút đá mắt đỉnh phương Nam) \| \| \| Mordacia Gray 1853 (Cá mút đá mắt đỉnh phương Nam) \| \| \| Petromyzontidae (Cá mút đá phương Bắc) \| \| \| \| |
| Geotriidae         | Geotria Gray 1851 (Cá mút đá túi) |
|                    | Geotria Gray 1851 (Cá mút đá túi) |
| Mordaciidae        | Mordacia Gray 1853 (Cá mút đá mắt đỉnh phương Nam) |
|                    | Mordacia Gray 1853 (Cá mút đá mắt đỉnh phương Nam) |
|                    | Petromyzontidae (Cá mút đá phương Bắc) |
|                    | |

| Geotriidae  | Geotria Gray 1851 (Cá mút đá túi)                  |
|             | Geotria Gray 1851 (Cá mút đá túi)                  |
| Mordaciidae | Mordacia Gray 1853 (Cá mút đá mắt đỉnh phương Nam) |
|             | Mordacia Gray 1853 (Cá mút đá mắt đỉnh phương Nam) |
|             | Petromyzontidae (Cá mút đá phương Bắc)             |
|             |                                                    |

|                    | †Mesomyzon mengae Chang, Zhang & Miao 2006 |
|                    | |
| Petromyzontiformes | \| Geotriidae \| Geotria Gray 1851 (Cá mút đá túi) \| \| \| Geotria Gray 1851 (Cá mút đá túi) \| \| Mordaciidae \| Mordacia Gray 1853 (Cá mút đá mắt đỉnh phương Nam) \| \| \| Mordacia Gray 1853 (Cá mút đá mắt đỉnh phương Nam) \| \| \| Petromyzontidae (Cá mút đá phương Bắc) \| \| \| \| |
|                    | \| Geotriidae \| Geotria Gray 1851 (Cá mút đá túi) \| \| \| Geotria Gray 1851 (Cá mút đá túi) \| \| Mordaciidae \| Mordacia Gray 1853 (Cá mút đá mắt đỉnh phương Nam) \| \| \| Mordacia Gray 1853 (Cá mút đá mắt đỉnh phương Nam) \| \| \| Petromyzontidae (Cá mút đá phương Bắc) \| \| \| \| |
| Geotriidae         | Geotria Gray 1851 (Cá mút đá túi) |
|                    | Geotria Gray 1851 (Cá mút đá túi) |
| Mordaciidae        | Mordacia Gray 1853 (Cá mút đá mắt đỉnh phương Nam) |
|                    | Mordacia Gray 1853 (Cá mút đá mắt đỉnh phương Nam) |
|                    | Petromyzontidae (Cá mút đá phương Bắc) |
|                    | |

| Geotriidae  | Geotria Gray 1851 (Cá mút đá túi)                  |
|             | Geotria Gray 1851 (Cá mút đá túi)                  |
| Mordaciidae | Mordacia Gray 1853 (Cá mút đá mắt đỉnh phương Nam) |
|             | Mordacia Gray 1853 (Cá mút đá mắt đỉnh phương Nam) |
|             | Petromyzontidae (Cá mút đá phương Bắc)             |
|             |                                                    |

|                    | †Mesomyzon mengae Chang, Zhang & Miao 2006 |
|                    | |
| Petromyzontiformes | \| Geotriidae \| Geotria Gray 1851 (Cá mút đá túi) \| \| \| Geotria Gray 1851 (Cá mút đá túi) \| \| Mordaciidae \| Mordacia Gray 1853 (Cá mút đá mắt đỉnh phương Nam) \| \| \| Mordacia Gray 1853 (Cá mút đá mắt đỉnh phương Nam) \| \| \| Petromyzontidae (Cá mút đá phương Bắc) \| \| \| \| |
|                    | \| Geotriidae \| Geotria Gray 1851 (Cá mút đá túi) \| \| \| Geotria Gray 1851 (Cá mút đá túi) \| \| Mordaciidae \| Mordacia Gray 1853 (Cá mút đá mắt đỉnh phương Nam) \| \| \| Mordacia Gray 1853 (Cá mút đá mắt đỉnh phương Nam) \| \| \| Petromyzontidae (Cá mút đá phương Bắc) \| \| \| \| |
| Geotriidae         | Geotria Gray 1851 (Cá mút đá túi) |
|                    | Geotria Gray 1851 (Cá mút đá túi) |
| Mordaciidae        | Mordacia Gray 1853 (Cá mút đá mắt đỉnh phương Nam) |
|                    | Mordacia Gray 1853 (Cá mút đá mắt đỉnh phương Nam) |
|                    | Petromyzontidae (Cá mút đá phương Bắc) |
|                    | |

| Geotriidae  | Geotria Gray 1851 (Cá mút đá túi)                  |
|             | Geotria Gray 1851 (Cá mút đá túi)                  |
| Mordaciidae | Mordacia Gray 1853 (Cá mút đá mắt đỉnh phương Nam) |
|             | Mordacia Gray 1853 (Cá mút đá mắt đỉnh phương Nam) |
|             | Petromyzontidae (Cá mút đá phương Bắc)             |
|             |                                                    |

|                    | †Mesomyzon mengae Chang, Zhang & Miao 2006 |
|                    | |
| Petromyzontiformes | \| Geotriidae \| Geotria Gray 1851 (Cá mút đá túi) \| \| \| Geotria Gray 1851 (Cá mút đá túi) \| \| Mordaciidae \| Mordacia Gray 1853 (Cá mút đá mắt đỉnh phương Nam) \| \| \| Mordacia Gray 1853 (Cá mút đá mắt đỉnh phương Nam) \| \| \| Petromyzontidae (Cá mút đá phương Bắc) \| \| \| \| |
|                    | \| Geotriidae \| Geotria Gray 1851 (Cá mút đá túi) \| \| \| Geotria Gray 1851 (Cá mút đá túi) \| \| Mordaciidae \| Mordacia Gray 1853 (Cá mút đá mắt đỉnh phương Nam) \| \| \| Mordacia Gray 1853 (Cá mút đá mắt đỉnh phương Nam) \| \| \| Petromyzontidae (Cá mút đá phương Bắc) \| \| \| \| |
| Geotriidae         | Geotria Gray 1851 (Cá mút đá túi) |
|                    | Geotria Gray 1851 (Cá mút đá túi) |
| Mordaciidae        | Mordacia Gray 1853 (Cá mút đá mắt đỉnh phương Nam) |
|                    | Mordacia Gray 1853 (Cá mút đá mắt đỉnh phương Nam) |
|                    | Petromyzontidae (Cá mút đá phương Bắc) |
|                    | |

| Geotriidae  | Geotria Gray 1851 (Cá mút đá túi)                  |
|             | Geotria Gray 1851 (Cá mút đá túi)                  |
| Mordaciidae | Mordacia Gray 1853 (Cá mút đá mắt đỉnh phương Nam) |
|             | Mordacia Gray 1853 (Cá mút đá mắt đỉnh phương Nam) |
|             | Petromyzontidae (Cá mút đá phương Bắc)             |
|             |                                                    |

|                    | †Mesomyzon mengae Chang, Zhang & Miao 2006 |
|                    | |
| Petromyzontiformes | \| Geotriidae \| Geotria Gray 1851 (Cá mút đá túi) \| \| \| Geotria Gray 1851 (Cá mút đá túi) \| \| Mordaciidae \| Mordacia Gray 1853 (Cá mút đá mắt đỉnh phương Nam) \| \| \| Mordacia Gray 1853 (Cá mút đá mắt đỉnh phương Nam) \| \| \| Petromyzontidae (Cá mút đá phương Bắc) \| \| \| \| |
|                    | \| Geotriidae \| Geotria Gray 1851 (Cá mút đá túi) \| \| \| Geotria Gray 1851 (Cá mút đá túi) \| \| Mordaciidae \| Mordacia Gray 1853 (Cá mút đá mắt đỉnh phương Nam) \| \| \| Mordacia Gray 1853 (Cá mút đá mắt đỉnh phương Nam) \| \| \| Petromyzontidae (Cá mút đá phương Bắc) \| \| \| \| |
| Geotriidae         | Geotria Gray 1851 (Cá mút đá túi) |
|                    | Geotria Gray 1851 (Cá mút đá túi) |
| Mordaciidae        | Mordacia Gray 1853 (Cá mút đá mắt đỉnh phương Nam) |
|                    | Mordacia Gray 1853 (Cá mút đá mắt đỉnh phương Nam) |
|                    | Petromyzontidae (Cá mút đá phương Bắc) |
|                    | |

| Geotriidae  | Geotria Gray 1851 (Cá mút đá túi)                  |
|             | Geotria Gray 1851 (Cá mút đá túi)                  |
| Mordaciidae | Mordacia Gray 1853 (Cá mút đá mắt đỉnh phương Nam) |
|             | Mordacia Gray 1853 (Cá mút đá mắt đỉnh phương Nam) |
|             | Petromyzontidae (Cá mút đá phương Bắc)             |
|             |                                                    |

|                    | †Mesomyzon mengae Chang, Zhang & Miao 2006 |
|                    | |
| Petromyzontiformes | \| Geotriidae \| Geotria Gray 1851 (Cá mút đá túi) \| \| \| Geotria Gray 1851 (Cá mút đá túi) \| \| Mordaciidae \| Mordacia Gray 1853 (Cá mút đá mắt đỉnh phương Nam) \| \| \| Mordacia Gray 1853 (Cá mút đá mắt đỉnh phương Nam) \| \| \| Petromyzontidae (Cá mút đá phương Bắc) \| \| \| \| |
|                    | \| Geotriidae \| Geotria Gray 1851 (Cá mút đá túi) \| \| \| Geotria Gray 1851 (Cá mút đá túi) \| \| Mordaciidae \| Mordacia Gray 1853 (Cá mút đá mắt đỉnh phương Nam) \| \| \| Mordacia Gray 1853 (Cá mút đá mắt đỉnh phương Nam) \| \| \| Petromyzontidae (Cá mút đá phương Bắc) \| \| \| \| |
| Geotriidae         | Geotria Gray 1851 (Cá mút đá túi) |
|                    | Geotria Gray 1851 (Cá mút đá túi) |
| Mordaciidae        | Mordacia Gray 1853 (Cá mút đá mắt đỉnh phương Nam) |
|                    | Mordacia Gray 1853 (Cá mút đá mắt đỉnh phương Nam) |
|                    | Petromyzontidae (Cá mút đá phương Bắc) |
|                    | |

| Geotriidae  | Geotria Gray 1851 (Cá mút đá túi)                  |
|             | Geotria Gray 1851 (Cá mút đá túi)                  |
| Mordaciidae | Mordacia Gray 1853 (Cá mút đá mắt đỉnh phương Nam) |
|             | Mordacia Gray 1853 (Cá mút đá mắt đỉnh phương Nam) |
|             | Petromyzontidae (Cá mút đá phương Bắc)             |
|             |                                                    |

|                    | †Mesomyzon mengae Chang, Zhang & Miao 2006 |
|                    | |
| Petromyzontiformes | \| Geotriidae \| Geotria Gray 1851 (Cá mút đá túi) \| \| \| Geotria Gray 1851 (Cá mút đá túi) \| \| Mordaciidae \| Mordacia Gray 1853 (Cá mút đá mắt đỉnh phương Nam) \| \| \| Mordacia Gray 1853 (Cá mút đá mắt đỉnh phương Nam) \| \| \| Petromyzontidae (Cá mút đá phương Bắc) \| \| \| \| |
|                    | \| Geotriidae \| Geotria Gray 1851 (Cá mút đá túi) \| \| \| Geotria Gray 1851 (Cá mút đá túi) \| \| Mordaciidae \| Mordacia Gray 1853 (Cá mút đá mắt đỉnh phương Nam) \| \| \| Mordacia Gray 1853 (Cá mút đá mắt đỉnh phương Nam) \| \| \| Petromyzontidae (Cá mút đá phương Bắc) \| \| \| \| |
| Geotriidae         | Geotria Gray 1851 (Cá mút đá túi) |
|                    | Geotria Gray 1851 (Cá mút đá túi) |
| Mordaciidae        | Mordacia Gray 1853 (Cá mút đá mắt đỉnh phương Nam) |
|                    | Mordacia Gray 1853 (Cá mút đá mắt đỉnh phương Nam) |
|                    | Petromyzontidae (Cá mút đá phương Bắc) |
|                    | |

| Geotriidae  | Geotria Gray 1851 (Cá mút đá túi)                  |
|             | Geotria Gray 1851 (Cá mút đá túi)                  |
| Mordaciidae | Mordacia Gray 1853 (Cá mút đá mắt đỉnh phương Nam) |
|             | Mordacia Gray 1853 (Cá mút đá mắt đỉnh phương Nam) |
|             | Petromyzontidae (Cá mút đá phương Bắc)             |
|             |                                                    |

|                    | †Mesomyzon mengae Chang, Zhang & Miao 2006 |
|                    | |
| Petromyzontiformes | \| Geotriidae \| Geotria Gray 1851 (Cá mút đá túi) \| \| \| Geotria Gray 1851 (Cá mút đá túi) \| \| Mordaciidae \| Mordacia Gray 1853 (Cá mút đá mắt đỉnh phương Nam) \| \| \| Mordacia Gray 1853 (Cá mút đá mắt đỉnh phương Nam) \| \| \| Petromyzontidae (Cá mút đá phương Bắc) \| \| \| \| |
|                    | \| Geotriidae \| Geotria Gray 1851 (Cá mút đá túi) \| \| \| Geotria Gray 1851 (Cá mút đá túi) \| \| Mordaciidae \| Mordacia Gray 1853 (Cá mút đá mắt đỉnh phương Nam) \| \| \| Mordacia Gray 1853 (Cá mút đá mắt đỉnh phương Nam) \| \| \| Petromyzontidae (Cá mút đá phương Bắc) \| \| \| \| |
| Geotriidae         | Geotria Gray 1851 (Cá mút đá túi) |
|                    | Geotria Gray 1851 (Cá mút đá túi) |
| Mordaciidae        | Mordacia Gray 1853 (Cá mút đá mắt đỉnh phương Nam) |
|                    | Mordacia Gray 1853 (Cá mút đá mắt đỉnh phương Nam) |
|                    | Petromyzontidae (Cá mút đá phương Bắc) |
|                    | |

| Geotriidae  | Geotria Gray 1851 (Cá mút đá túi)                  |
|             | Geotria Gray 1851 (Cá mút đá túi)                  |
| Mordaciidae | Mordacia Gray 1853 (Cá mút đá mắt đỉnh phương Nam) |
|             | Mordacia Gray 1853 (Cá mút đá mắt đỉnh phương Nam) |
|             | Petromyzontidae (Cá mút đá phương Bắc)             |
|             |                                                    |

|                    | †Mesomyzon mengae Chang, Zhang & Miao 2006 |
|                    | |
| Petromyzontiformes | \| Geotriidae \| Geotria Gray 1851 (Cá mút đá túi) \| \| \| Geotria Gray 1851 (Cá mút đá túi) \| \| Mordaciidae \| Mordacia Gray 1853 (Cá mút đá mắt đỉnh phương Nam) \| \| \| Mordacia Gray 1853 (Cá mút đá mắt đỉnh phương Nam) \| \| \| Petromyzontidae (Cá mút đá phương Bắc) \| \| \| \| |
|                    | \| Geotriidae \| Geotria Gray 1851 (Cá mút đá túi) \| \| \| Geotria Gray 1851 (Cá mút đá túi) \| \| Mordaciidae \| Mordacia Gray 1853 (Cá mút đá mắt đỉnh phương Nam) \| \| \| Mordacia Gray 1853 (Cá mút đá mắt đỉnh phương Nam) \| \| \| Petromyzontidae (Cá mút đá phương Bắc) \| \| \| \| |
| Geotriidae         | Geotria Gray 1851 (Cá mút đá túi) |
|                    | Geotria Gray 1851 (Cá mút đá túi) |
| Mordaciidae        | Mordacia Gray 1853 (Cá mút đá mắt đỉnh phương Nam) |
|                    | Mordacia Gray 1853 (Cá mút đá mắt đỉnh phương Nam) |
|                    | Petromyzontidae (Cá mút đá phương Bắc) |
|                    | |

| Geotriidae  | Geotria Gray 1851 (Cá mút đá túi)                  |
|             | Geotria Gray 1851 (Cá mút đá túi)                  |
| Mordaciidae | Mordacia Gray 1853 (Cá mút đá mắt đỉnh phương Nam) |
|             | Mordacia Gray 1853 (Cá mút đá mắt đỉnh phương Nam) |
|             | Petromyzontidae (Cá mút đá phương Bắc)             |
|             |                                                    |

|                    | †Mesomyzon mengae Chang, Zhang & Miao 2006 |
|                    | |
| Petromyzontiformes | \| Geotriidae \| Geotria Gray 1851 (Cá mút đá túi) \| \| \| Geotria Gray 1851 (Cá mút đá túi) \| \| Mordaciidae \| Mordacia Gray 1853 (Cá mút đá mắt đỉnh phương Nam) \| \| \| Mordacia Gray 1853 (Cá mút đá mắt đỉnh phương Nam) \| \| \| Petromyzontidae (Cá mút đá phương Bắc) \| \| \| \| |
|                    | \| Geotriidae \| Geotria Gray 1851 (Cá mút đá túi) \| \| \| Geotria Gray 1851 (Cá mút đá túi) \| \| Mordaciidae \| Mordacia Gray 1853 (Cá mút đá mắt đỉnh phương Nam) \| \| \| Mordacia Gray 1853 (Cá mút đá mắt đỉnh phương Nam) \| \| \| Petromyzontidae (Cá mút đá phương Bắc) \| \| \| \| |
| Geotriidae         | Geotria Gray 1851 (Cá mút đá túi) |
|                    | Geotria Gray 1851 (Cá mút đá túi) |
| Mordaciidae        | Mordacia Gray 1853 (Cá mút đá mắt đỉnh phương Nam) |
|                    | Mordacia Gray 1853 (Cá mút đá mắt đỉnh phương Nam) |
|                    | Petromyzontidae (Cá mút đá phương Bắc) |
|                    | |

| Geotriidae  | Geotria Gray 1851 (Cá mút đá túi)                  |
|             | Geotria Gray 1851 (Cá mút đá túi)                  |
| Mordaciidae | Mordacia Gray 1853 (Cá mút đá mắt đỉnh phương Nam) |
|             | Mordacia Gray 1853 (Cá mút đá mắt đỉnh phương Nam) |
|             | Petromyzontidae (Cá mút đá phương Bắc)             |
|             |                                                    |

|                    | †Mesomyzon mengae Chang, Zhang & Miao 2006 |
|                    | |
| Petromyzontiformes | \| Geotriidae \| Geotria Gray 1851 (Cá mút đá túi) \| \| \| Geotria Gray 1851 (Cá mút đá túi) \| \| Mordaciidae \| Mordacia Gray 1853 (Cá mút đá mắt đỉnh phương Nam) \| \| \| Mordacia Gray 1853 (Cá mút đá mắt đỉnh phương Nam) \| \| \| Petromyzontidae (Cá mút đá phương Bắc) \| \| \| \| |
|                    | \| Geotriidae \| Geotria Gray 1851 (Cá mút đá túi) \| \| \| Geotria Gray 1851 (Cá mút đá túi) \| \| Mordaciidae \| Mordacia Gray 1853 (Cá mút đá mắt đỉnh phương Nam) \| \| \| Mordacia Gray 1853 (Cá mút đá mắt đỉnh phương Nam) \| \| \| Petromyzontidae (Cá mút đá phương Bắc) \| \| \| \| |
| Geotriidae         | Geotria Gray 1851 (Cá mút đá túi) |
|                    | Geotria Gray 1851 (Cá mút đá túi) |
| Mordaciidae        | Mordacia Gray 1853 (Cá mút đá mắt đỉnh phương Nam) |
|                    | Mordacia Gray 1853 (Cá mút đá mắt đỉnh phương Nam) |
|                    | Petromyzontidae (Cá mút đá phương Bắc) |
|                    | |

| Geotriidae  | Geotria Gray 1851 (Cá mút đá túi)                  |
|             | Geotria Gray 1851 (Cá mút đá túi)                  |
| Mordaciidae | Mordacia Gray 1853 (Cá mút đá mắt đỉnh phương Nam) |
|             | Mordacia Gray 1853 (Cá mút đá mắt đỉnh phương Nam) |
|             | Petromyzontidae (Cá mút đá phương Bắc)             |
|             |                                                    |

|                    | †Mesomyzon mengae Chang, Zhang & Miao 2006 |
|                    | |
| Petromyzontiformes | \| Geotriidae \| Geotria Gray 1851 (Cá mút đá túi) \| \| \| Geotria Gray 1851 (Cá mút đá túi) \| \| Mordaciidae \| Mordacia Gray 1853 (Cá mút đá mắt đỉnh phương Nam) \| \| \| Mordacia Gray 1853 (Cá mút đá mắt đỉnh phương Nam) \| \| \| Petromyzontidae (Cá mút đá phương Bắc) \| \| \| \| |
|                    | \| Geotriidae \| Geotria Gray 1851 (Cá mút đá túi) \| \| \| Geotria Gray 1851 (Cá mút đá túi) \| \| Mordaciidae \| Mordacia Gray 1853 (Cá mút đá mắt đỉnh phương Nam) \| \| \| Mordacia Gray 1853 (Cá mút đá mắt đỉnh phương Nam) \| \| \| Petromyzontidae (Cá mút đá phương Bắc) \| \| \| \| |
| Geotriidae         | Geotria Gray 1851 (Cá mút đá túi) |
|                    | Geotria Gray 1851 (Cá mút đá túi) |
| Mordaciidae        | Mordacia Gray 1853 (Cá mút đá mắt đỉnh phương Nam) |
|                    | Mordacia Gray 1853 (Cá mút đá mắt đỉnh phương Nam) |
|                    | Petromyzontidae (Cá mút đá phương Bắc) |
|                    | |

| Geotriidae  | Geotria Gray 1851 (Cá mút đá túi)                  |
|             | Geotria Gray 1851 (Cá mút đá túi)                  |
| Mordaciidae | Mordacia Gray 1853 (Cá mút đá mắt đỉnh phương Nam) |
|             | Mordacia Gray 1853 (Cá mút đá mắt đỉnh phương Nam) |
|             | Petromyzontidae (Cá mút đá phương Bắc)             |
|             |                                                    |

|                    | †Mesomyzon mengae Chang, Zhang & Miao 2006 |
|                    | |
| Petromyzontiformes | \| Geotriidae \| Geotria Gray 1851 (Cá mút đá túi) \| \| \| Geotria Gray 1851 (Cá mút đá túi) \| \| Mordaciidae \| Mordacia Gray 1853 (Cá mút đá mắt đỉnh phương Nam) \| \| \| Mordacia Gray 1853 (Cá mút đá mắt đỉnh phương Nam) \| \| \| Petromyzontidae (Cá mút đá phương Bắc) \| \| \| \| |
|                    | \| Geotriidae \| Geotria Gray 1851 (Cá mút đá túi) \| \| \| Geotria Gray 1851 (Cá mút đá túi) \| \| Mordaciidae \| Mordacia Gray 1853 (Cá mút đá mắt đỉnh phương Nam) \| \| \| Mordacia Gray 1853 (Cá mút đá mắt đỉnh phương Nam) \| \| \| Petromyzontidae (Cá mút đá phương Bắc) \| \| \| \| |
| Geotriidae         | Geotria Gray 1851 (Cá mút đá túi) |
|                    | Geotria Gray 1851 (Cá mút đá túi) |
| Mordaciidae        | Mordacia Gray 1853 (Cá mút đá mắt đỉnh phương Nam) |
|                    | Mordacia Gray 1853 (Cá mút đá mắt đỉnh phương Nam) |
|                    | Petromyzontidae (Cá mút đá phương Bắc) |
|                    | |

| Geotriidae  | Geotria Gray 1851 (Cá mút đá túi)                  |
|             | Geotria Gray 1851 (Cá mút đá túi)                  |
| Mordaciidae | Mordacia Gray 1853 (Cá mút đá mắt đỉnh phương Nam) |
|             | Mordacia Gray 1853 (Cá mút đá mắt đỉnh phương Nam) |
|             | Petromyzontidae (Cá mút đá phương Bắc)             |
|             |                                                    |

|                    | †Mesomyzon mengae Chang, Zhang & Miao 2006 |
|                    | |
| Petromyzontiformes | \| Geotriidae \| Geotria Gray 1851 (Cá mút đá túi) \| \| \| Geotria Gray 1851 (Cá mút đá túi) \| \| Mordaciidae \| Mordacia Gray 1853 (Cá mút đá mắt đỉnh phương Nam) \| \| \| Mordacia Gray 1853 (Cá mút đá mắt đỉnh phương Nam) \| \| \| Petromyzontidae (Cá mút đá phương Bắc) \| \| \| \| |
|                    | \| Geotriidae \| Geotria Gray 1851 (Cá mút đá túi) \| \| \| Geotria Gray 1851 (Cá mút đá túi) \| \| Mordaciidae \| Mordacia Gray 1853 (Cá mút đá mắt đỉnh phương Nam) \| \| \| Mordacia Gray 1853 (Cá mút đá mắt đỉnh phương Nam) \| \| \| Petromyzontidae (Cá mút đá phương Bắc) \| \| \| \| |
| Geotriidae         | Geotria Gray 1851 (Cá mút đá túi) |
|                    | Geotria Gray 1851 (Cá mút đá túi) |
| Mordaciidae        | Mordacia Gray 1853 (Cá mút đá mắt đỉnh phương Nam) |
|                    | Mordacia Gray 1853 (Cá mút đá mắt đỉnh phương Nam) |
|                    | Petromyzontidae (Cá mút đá phương Bắc) |
|                    | |

| Geotriidae  | Geotria Gray 1851 (Cá mút đá túi)                  |
|             | Geotria Gray 1851 (Cá mút đá túi)                  |
| Mordaciidae | Mordacia Gray 1853 (Cá mút đá mắt đỉnh phương Nam) |
|             | Mordacia Gray 1853 (Cá mút đá mắt đỉnh phương Nam) |
|             | Petromyzontidae (Cá mút đá phương Bắc)             |
|             |                                                    |

|                    | †Mesomyzon mengae Chang, Zhang & Miao 2006 |
|                    | |
| Petromyzontiformes | \| Geotriidae \| Geotria Gray 1851 (Cá mút đá túi) \| \| \| Geotria Gray 1851 (Cá mút đá túi) \| \| Mordaciidae \| Mordacia Gray 1853 (Cá mút đá mắt đỉnh phương Nam) \| \| \| Mordacia Gray 1853 (Cá mút đá mắt đỉnh phương Nam) \| \| \| Petromyzontidae (Cá mút đá phương Bắc) \| \| \| \| |
|                    | \| Geotriidae \| Geotria Gray 1851 (Cá mút đá túi) \| \| \| Geotria Gray 1851 (Cá mút đá túi) \| \| Mordaciidae \| Mordacia Gray 1853 (Cá mút đá mắt đỉnh phương Nam) \| \| \| Mordacia Gray 1853 (Cá mút đá mắt đỉnh phương Nam) \| \| \| Petromyzontidae (Cá mút đá phương Bắc) \| \| \| \| |
| Geotriidae         | Geotria Gray 1851 (Cá mút đá túi) |
|                    | Geotria Gray 1851 (Cá mút đá túi) |
| Mordaciidae        | Mordacia Gray 1853 (Cá mút đá mắt đỉnh phương Nam) |
|                    | Mordacia Gray 1853 (Cá mút đá mắt đỉnh phương Nam) |
|                    | Petromyzontidae (Cá mút đá phương Bắc) |
|                    | |

| Geotriidae  | Geotria Gray 1851 (Cá mút đá túi)                  |
|             | Geotria Gray 1851 (Cá mút đá túi)                  |
| Mordaciidae | Mordacia Gray 1853 (Cá mút đá mắt đỉnh phương Nam) |
|             | Mordacia Gray 1853 (Cá mút đá mắt đỉnh phương Nam) |
|             | Petromyzontidae (Cá mút đá phương Bắc)             |
|             |                                                    |

|                    | †Mesomyzon mengae Chang, Zhang & Miao 2006 |
|                    | |
| Petromyzontiformes | \| Geotriidae \| Geotria Gray 1851 (Cá mút đá túi) \| \| \| Geotria Gray 1851 (Cá mút đá túi) \| \| Mordaciidae \| Mordacia Gray 1853 (Cá mút đá mắt đỉnh phương Nam) \| \| \| Mordacia Gray 1853 (Cá mút đá mắt đỉnh phương Nam) \| \| \| Petromyzontidae (Cá mút đá phương Bắc) \| \| \| \| |
|                    | \| Geotriidae \| Geotria Gray 1851 (Cá mút đá túi) \| \| \| Geotria Gray 1851 (Cá mút đá túi) \| \| Mordaciidae \| Mordacia Gray 1853 (Cá mút đá mắt đỉnh phương Nam) \| \| \| Mordacia Gray 1853 (Cá mút đá mắt đỉnh phương Nam) \| \| \| Petromyzontidae (Cá mút đá phương Bắc) \| \| \| \| |
| Geotriidae         | Geotria Gray 1851 (Cá mút đá túi) |
|                    | Geotria Gray 1851 (Cá mút đá túi) |
| Mordaciidae        | Mordacia Gray 1853 (Cá mút đá mắt đỉnh phương Nam) |
|                    | Mordacia Gray 1853 (Cá mút đá mắt đỉnh phương Nam) |
|                    | Petromyzontidae (Cá mút đá phương Bắc) |
|                    | |

| Geotriidae  | Geotria Gray 1851 (Cá mút đá túi)                  |
|             | Geotria Gray 1851 (Cá mút đá túi)                  |
| Mordaciidae | Mordacia Gray 1853 (Cá mút đá mắt đỉnh phương Nam) |
|             | Mordacia Gray 1853 (Cá mút đá mắt đỉnh phương Nam) |
|             | Petromyzontidae (Cá mút đá phương Bắc)             |
|             |                                                    |

- Nhánh Hyperoartia Müller 1844
  - Họ †Hardistiellidae Halstead, 1993
  - Họ †Mayomyzonidae Bardack, 1971
  - Họ †Pipisciidae Halstead, 1993
  - Chi †Mesomyzon Chang, Zhang & Miao 2006
  - Chi †Priscomyzon Gess, Coates & Rubidge 2006
  - Bộ Petromyzontiformes (cá mút đá)
    - Họ Geotriidae (cá mút đá túi)
    - Họ Mordaciidae (cá mút đá mắt đỉnh phương Nam)
    - Họ Petromyzontidae Risso, 1827 (cá mút đá phương Bắc)